# Saint-Sulpice-des-Landes, Loire-Atlantique

Saint-Sulpice-des-Landes este o comună în departamentul Loire-Atlantique, Franța. În 2009 avea o populație de 636 de locuitori.